# どこでもハムスター
『どこでもハムスター』は、ベック (ゲーム会社)から発売された日本のテレビゲーム及び猫部ねこによる日本の漫画作品。
『なかよし』（講談社）にて2000年9月号から2002年3月号まで連載された。全18話。そのほか、同誌2001年1月号増刊『ふゆやすみランド』、同4月号増刊『はるやすみランド』、同8月号増刊『なつやすみランド』、同2002年1月号増刊『ふゆやすみランド』に掲載された。単行本は同社のKCデラックスより全1巻。
ハムスター村の日常を描いた4コマ漫画である。

## 登場キャラクター
キャロ
主人公。種類はロボロフスキー。森のなか小学校の4年生。身長が小さいことに悩んでいる。
サフラン
種類はジャンガリアン。森のなか小学校の4年生でニーボの弟。姉同様食べることが大好き。『3』では主役を務めた。
ニーボ
サフランの姉。種類はキャンベル。森のなか小学校の6年生。食いしん坊でおしゃれ好き。
チーコ
美人三姉妹の長女。森のなか小学校の5年生。種類はゴールデン。のんびり屋さん。
キュリ
美人三姉妹の次女。森のなか小学校の3年生。種類はゴールデン。運動神経抜群でしっかり者。
リン
美人三姉妹の三女及び末子。種類はゴールデン。赤子の為、喋ることは出来ないが不思議な能力を持つ。

## シリーズ一覧
- どこでもハムスター（WS、2000年1月6日）
- どこでもハムスター2(ちゅー)（PS、2000年8月31日）
- どこでもハムスター3 おでかけサフラン（WS、2000年12月14日）
- どこでもハムスター4（PS、2001年7月26日）
- どこでもハムスター びっ!クリック探検隊（PS、2002年2月28日）

## 書誌情報
- 猫部ねこ 『どこでもハムスター』 講談社〈KCデラックス〉、2002年4月5日第1刷発行、ISBN 4-06-334534-3